# Мајстор спорта Русије
Мајстор спорта — федерална спортска државна титула прве категорије у Русији.

## Норме за доделу звања
Предуслов за доделу звања мајстора спорта је испуњење стандарда 777.

## Редослед додељивања
Спортско звање мајстора спорта додељује федерални орган извршне власти у области физичке културе и спорта након испуњења наведених услова:
- извршни орган субјекта Руске Федерације у области физичке културе и спорта; документи су усклађени са релевантном сверуском федерацијом (савезом, удружењем) акредитованом од савезног извршног органа у области физичке културе и спорта;
- посебно овлашћене структурне јединице савезних органа извршне власти – за ресорни спорт.

- ЈЕДИНСТВЕНА СВЕРУСКА СПОРТСКА КЛАСИФИКАЦИЈА (Правилник о Јединственој сверуској спортској класификацији) Архивирано на веб-сајту  (16. март 2022)